# Pantofi stiletto

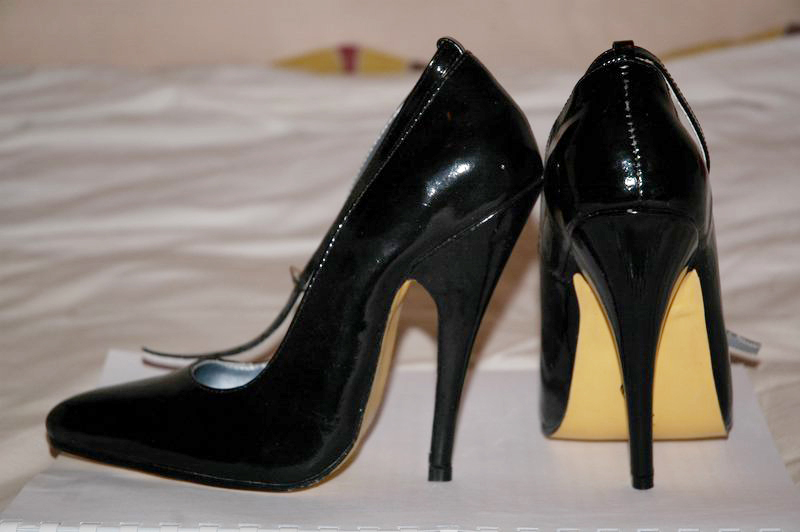
O pereche de pantofi stiletto

Pantofii stiletto se referă la pantofii cu toc înalt și subțire, care sunt cunoscuți și sub denumirea pantofi cu toc cui. Denumirea de stiletto se referă, de fapt, la tocul pantofilor și provine din limba italiană, de la cuvântul stiletto (italiană: [stiˈletto]), care înseamnă stilet. Acesta era un pumnal, iar denumirea a fost preluată pentru a descrie tocul pantofilor, datorită asemănării dintre toc și pumnal. Denumirea a fost utilizată pentru prima dată în anii 1940.

## Descriere
În general, pantofii stiletto au tocul de o înălțime care variază între 2,5 cm și 15–20 cm. În unele cazuri, înălțimea tocului poate depăși chiar 20-25 centimetri, iar uneori o platformă este adăugată pantofilor pentru a oferi confort piciorului. Diametrul tocului la nivelul solului este de mai puțin de un centimetru. 
Deși există tendința ca pantofii cu toc înalt și subțire sa fie catalogați drept pantofi stiletto, acest lucru nu este corect. Nu orice pantof cu toc înalt poate fi considerat stiletto, întrucât tocul trebuie sa respecte dimensiunile în care se încadrează acest tip distinct, pentru a putea fi numit toc stiletto sau toc cui, așa cum este denumirea sa neoficială. 
Pe lângă înălțimea și dimensiunea sa, tocul stiletto poate fi confecționat dintr-un interior care conține o tijă metalică sau un aliaj solid, din oțel. În prezent, datorită producerii în masă, metalul este adeseori înlocuit cu o tijă interioară, finisată doar cu metal. Dezavantajul este că astfel se poate modifica ușor forma clasică reprezentativă pentru tocul stiletto.

## Istoric
Dovezi fotografice care atestă existenta acestui tip de pantofi apar pentru prima oară prin anii 1940, când au fost observați la solista Mistinguett. Acești pantofi au fost creați de către designerul Andre Perugia, care a confecționat pantofi încă din 1906. Cu toate că nu Perugia a fost primul care a confecționat pantofii stiletto, el este primul a cărui pantofi de acest tip apar în documente. 
Pantofii stiletto au stârnit numeroase controverse de-a lungul vremii, adeseori fiind asociați cu femeile considerate „ușoare”. Revenirea acestui tip de pantofi în atenție a avut loc în preajma anilor 1950, datorită designerului Roger Vivier. Acesta a utilizat noi metode tehnologice, care i-au permis sa utilizeze diverse aliaje metalice în interiorul tocului, pentru a oferi mai multa stabilitate. Astfel, a reușit să obțină un toc mai subțire decât cel care rezultă din materialele utilizate anterior, astfel cum erau lemnul sau alte materiale ușoare, care necesitau o lățime mai mare a tocului. Deși Vivier a fost denumit ca și designer, datorită numeroaselor sale creatii, el este recunoscut în principal pentru tocul stiletto.
La început, tocul stiletto a fost adeseori asociat fetișurilor, datorită naturii sale erotice, date de înălțimea impresionantă. Această atitudine față de pantofii stiletto s-a schimbat de-a lungul anilor, pantofii stiletto devenind în timp o expresie a modei și a feminității. 
La începutul anilor 1960, pantofii stiletto au dobândit o nouă formă, în momentul în care vârful pantofilor a devenit alungit, asemenea tocului. Dacă până atunci, denumirea de „stiletto” făcea referire doar la toc, acum această denumire începe să se aplice întregului pantof. 
Oficial, pantofii stiletto au cunoscut o oarecare ieșire din scenă, în timpul erei Beatles, însă au rămas populari la nivel de stradă, întrucat numeroase femei au refuzat să renunțe la acest tip de încălțăminte în viețile lor. 
O noua versiune a acestor pantofi a revenit în atenție în 1974, datorită designerului Manolo Blahnik. Acesta și-a denumit noul model de toc „cui”. Totuși, pantofii produși erau diferiți de originalii pantofi stiletto, datorită faptului că producția în masă modifică ușor designul original al tocului stiletto. Abia la începutul anilor 1980, pantofii au reînceput să-și recapete forma originală reprezentativă pentru tocul stiletto.
Prin anii 1990, pantofii stiletto au dispărut din nou din atenția vremii, când moda a adus în topul preferințelor modelele cu tocuri late. Abia după anul 2000, tocul stiletto a revenit din nou în moda. De acum, femeile de pretutindeni au început sa poarte acest tip de pantofi cu toc stiletto la diverse ocazii, la îmbrăcăminte de tip office, dar și la ținutele casual.

## Avantaje
Pantofii stiletto sunt în special apreciați datorită calității sale de a obține iluzia unei siluete mai suple, a unui picior mai lung și mai subțire. 
Numeroase femei aleg să poarte acest tip de pantofi pentru a obține o ținută cât mai senzuală, feminină și elegantă, întrucat înălțimea tocului modifică  întreaga postură.

## Dezavantaje
Unii medici consideră că tocul stiletto deformează piciorul, facilitând astfel apariția diverselor probleme la nivelul scheletului și musculaturii, în special în cazul purtării îndelungate a acestui tip de încălțăminte. Se consideră ca acești pantofi pot cauza oboseală, în special la nivelul picioarelor, precum și dureri și senzația de greutate a picioarelor.